# Selene

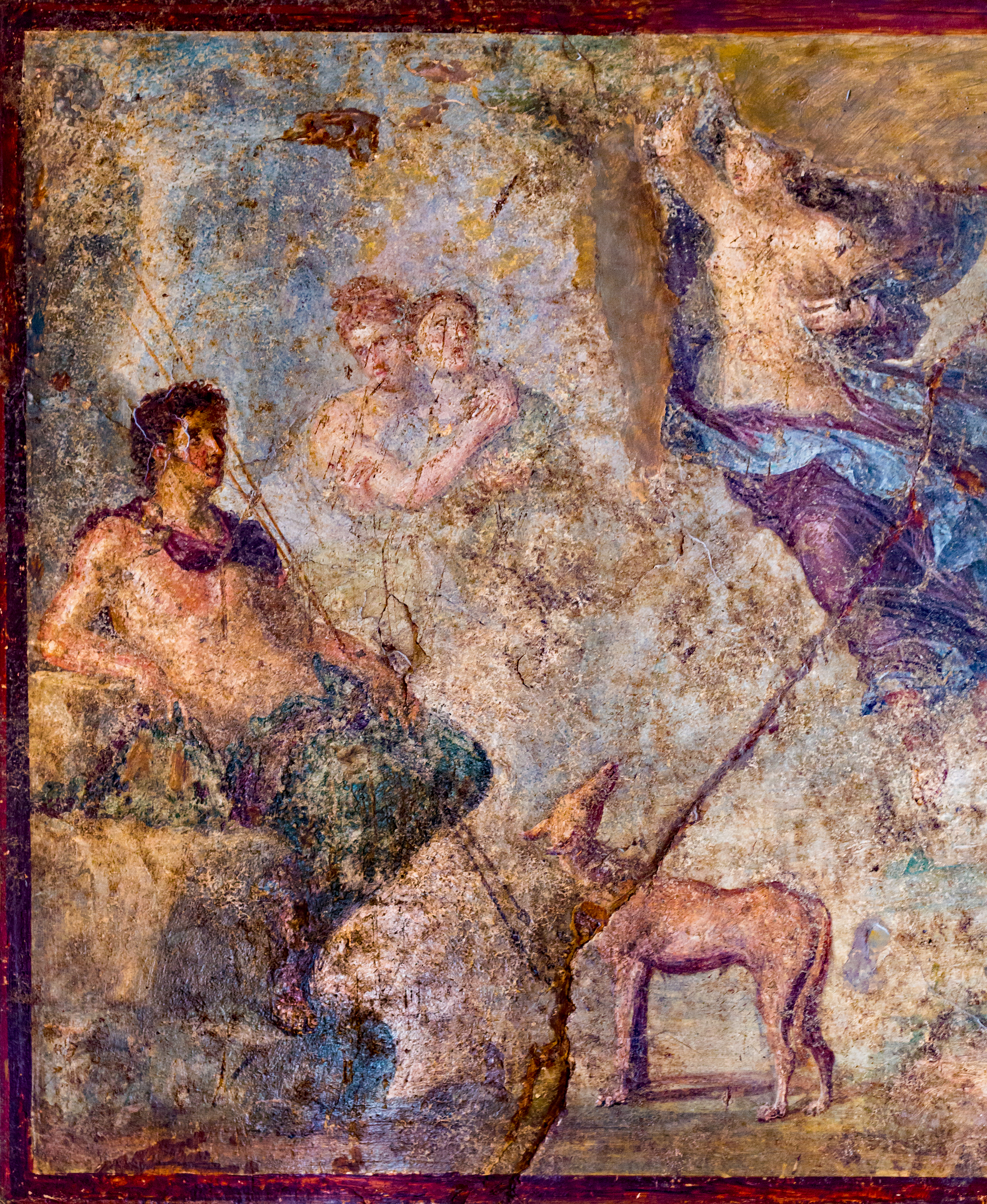
Selene y Endimión. Fresco antiguo de Pompeya.

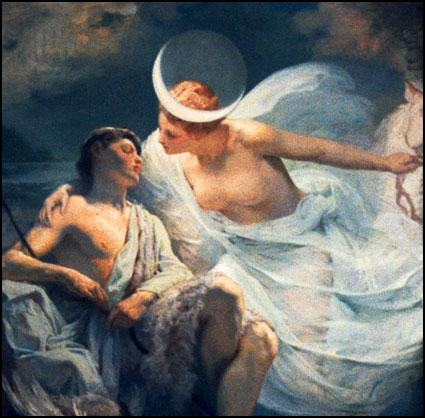
Selene y Endimión.

En la mitología griega, Selene (en griego: Σελήνη,  en latín: Lūna)  era la diosa y personificación de la «luna», y pertenece a la segunda generación de titanes.  Selene es la conductora del carro de la luna: después de que Helios, el Sol, termine su viaje a través del cielo, Selene comienza el suyo cuando la noche cae sobre la tierra. Según Károly Kerényi, su nombre está relacionado con selas, «luz». Pausanias nos dice que en Élide y Tálamas se rendía culto a Selene.  Existen variantes gráficas de Selene, como Mene o Mena  o, según Alcmán, Melana.
En las fuentes tardías, aunque su principal papel es la de deidad lunar, terminó siendo identificada con Artemisa (o Diana), especialmente en la obras de los autores romanos. Cicerón da buena cuenta de ello, identificando al sol con Apolo y a la luna con Diana.  A esta misma Diana se la llama 'omnívaga', porque se la cuenta entre los siete astros errantes.

## Mitos

### Ascendencia
Ya en la Teogonía a Selene se la hace hija de los titanes Hiperión y Tea,  esta última conocida en otras fuentes como Eurifaesa  o Etra.  Sus hermanos son, pues, Helios y Eos, la Aurora.  En los himnos homéricos Selene es hija de Palante, a su vez hijo de Megamedes.
Otras fuentes minoritarias imaginan a Selene como hija, y no hermana, de Helios,  o bien nació de Zeus y Leto.  Selene, junto con su hermano Helios, fue criada por su tía Tetis, cuando todavía no le habían crecido los cuernos. Plutarco nos dice que Selene le pidió a su madre que le tejiera una prenda a su medida pero ésta fue incapaz de hacerlo debido a la naturaleza cambiante de la Luna.  En una versión tardía Selene, hija de Basilea, se mató a sí misma tras ver cómo sus tíos degollaban a su hermano Helios. Prometió en sueños que emergería como un astro divino.

### Selene y Endimión
Se dice que Selene se enamoró de Endimión debido a su extraordinaria belleza  y ambos yacieron desnudos.  Cuando Selene aún era una diosa virgen, en una cueva de Latmos, desde el cielo contemplaba a Endimión, que dormía junto a sus vacas; fue entonces cuando quedó apasionadamente prendada del joven pastor. Cicerón dice que fue la propia Selene la causante del sueño eterno de Endimión, para poder besarle mientras su amado dormía. Luciano dice que Selene y Muya competían por el amor de Endimión. Selene, irritada contra su rival porque con su incesante cháchara despertaba a Endimión, la transformó en mosca.  Sea como fuere, Pausanias nos dice que fruto del amor entre Selene y Endimión nacieron cincuenta hijas —las menaí o «lunas» — , que se presupone son las cincuenta lunaciones o meses que transcurren entre las olimpíadas. Nono, en cambio, dice que el joven y hermoso Narciso nació de esta unión.

### Otros amoríos y descendientes

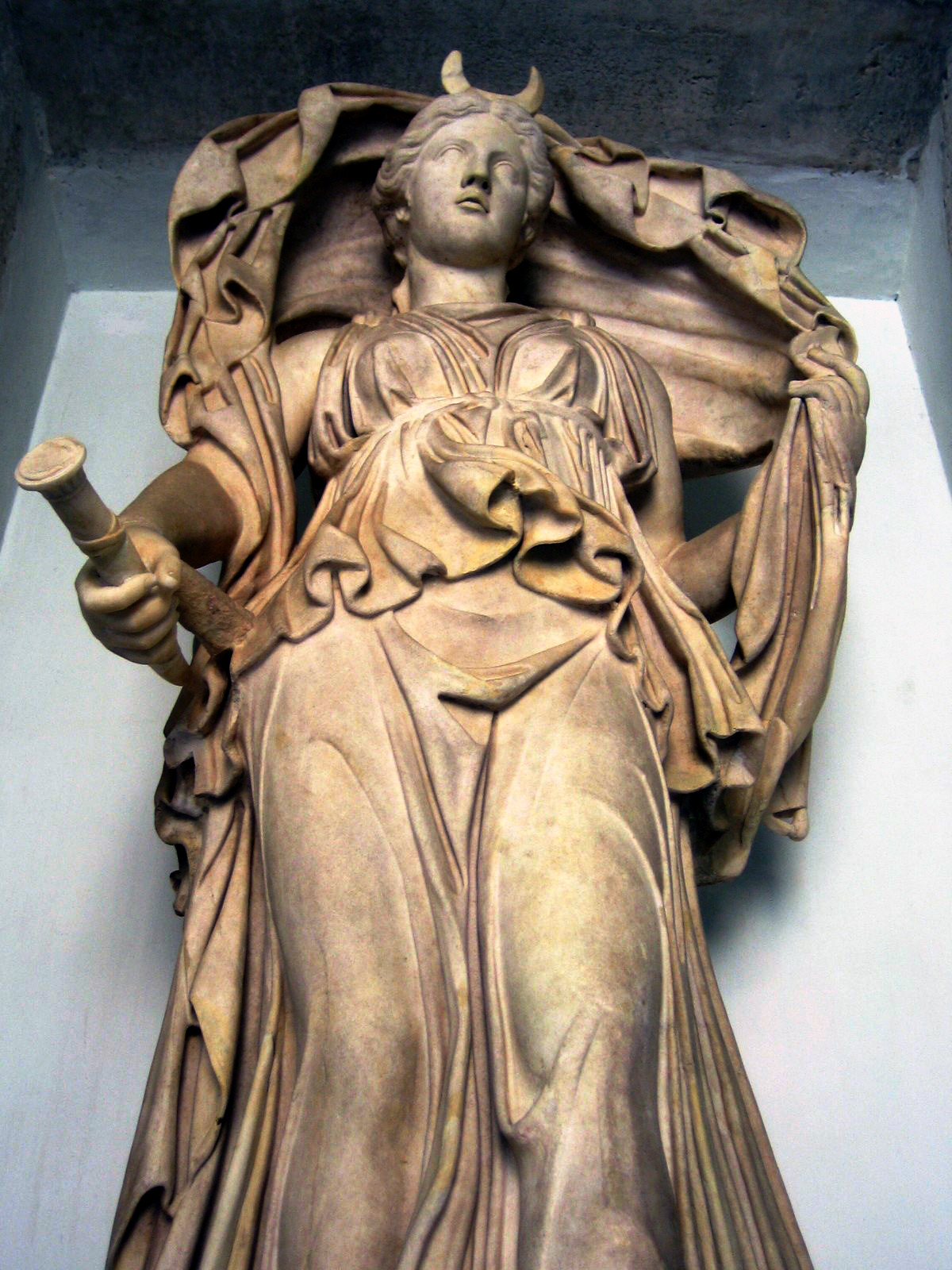
Estatua romana de la diosa Luna/Selene.

Se dice que a su debido tiempo Zeus y Selene se enamoraron, se mezclaron en el amor y de esta unión nació la hermosa Pandía.  Otros dicen que la muchacha era Ersa, diosa del rocío  o bien Nemea, ninfa epónima.  Los poetas latinos dicen que de esta unión también nació Dioniso. Quinto de Esmirna hace a Selene y su hermano Helios padres de las cuatro Estaciones: la Primavera (Εἷαρ), el Verano (Θέρος), el Otoño (Φθινόφωρον) y el Invierno (Χειμών). También añade que las cuatro son asistentas personales de la propia Hera.
Los poetas tardíos dicen que Selene tuvo una unión amorosa con el dios arcadio Pan. Éste, ofreciéndose envuelto en un vellón de lana blanca, sedujo a Selene llamándola desde las profundidades del bosque. Selene también fue la creadora del león de Nemea y otras criaturas monstruosas.  Dicen que éste cayó de la Luna y fue comandado por Hera para ruina de Heracles,  o que Selene fue su nodriza y había criado al león en un monte con dos cuevas.  Por último, se dice que Selene, sin especificar el consorte, fue la fabulosa madre del poeta épico Museo,  o bien Selene se unió a Eumolpo para engendrarlo.

### Versión órfica
Los órficos dicen que Selene fue creada por Fanes; Selene es el nombre que usan los hombres pero los dioses utilizan la forma Mene («mes»), estableciendo así el origen del paso del tiempo.  Otros autores más la asocian en una tríada —Diana, Luna y Hécate—, especialmente en los círculos órficos.

### Otros episodios
Se dice que Lileo era un pastor indio que sólo adoraba a Selene entre los dioses y realizaba sus rituales y misterios por la noche. Los demás dioses, enfurecidos, le enviaron dos leones para que lo despedazaran. Selene convirtió entonces a Lileo en el monte Lileo.
Uno de los pocos episodios en donde Selene muestra su cólera sucede con Ámpelo, un sátiro joven amado por Dioniso.  Se dice que un día Ámpelo montó en un toro y se atrevió a compararse con Selene, diciendo que era su igual, pues tenía cuernos y montaba un toro como ella. La diosa, agraviada, le envió un tábano que picó al toro; el animal entró en pánico, arrojando al suelo a Ámpelo, en donde lo corneó hasta matarlo.

## Representaciones
En el arte, Selene era representada como una mujer muy hermosa, de níveos brazos y extensas alas,  conduciendo un carro de plata tirado por un yugo de bueyes blancos o un par de caballos. A menudo era retratada montando un caballo o un toro, vistiendo túnicas, llevando una media luna sobre su cabeza y portando una antorcha.

De ella, de su cabeza inmortal, emana envolviendo a la tierra su resplandor, recogido en el cielo, y mucha es la belleza que surge al resplandor de su luz. Se ilumina el aire sin luces con una corona de oro, y sus rayos brillan como la luz del día cuando, tras haber bañado su hermoso cuerpo en el Océano, ataviada con vestes que brillan en la lejanía, la divina Luna, una vez que ha uncido sus espléndidos potros de poderosos cuellos, impulsa raudamente hacia adelante sus corceles de hermosas crines al atardecer, mediado el mes. Su gran círculo se llena. Es entonces cuando surgen los más brillantes rayos del creciente, y constituye la referencia y señal para los mortales.
Himno homérico 31 (a Selene)